# Trave

Una trave, staticamente determinata, che si inflette sotto un carico distribuito.

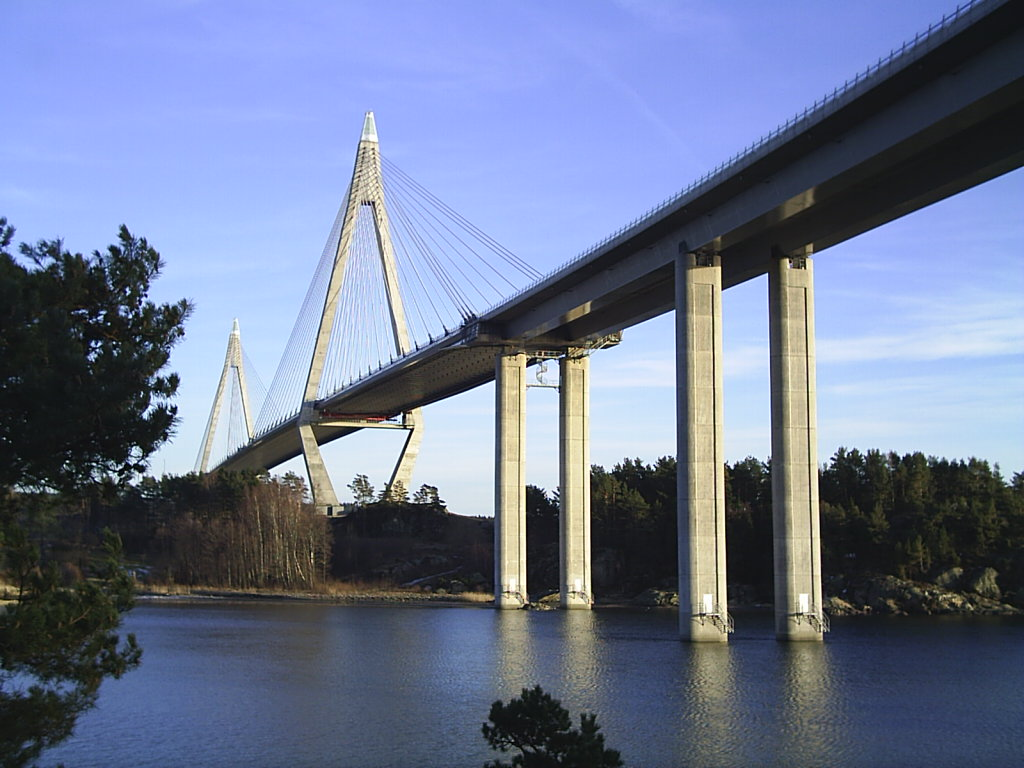
Trave da ponte.

Per trave si intende un elemento strutturale con una dimensione predominante, atto a trasferire una sollecitazione tendenzialmente trasversale al proprio asse geometrico lungo tale asse, dalle sezioni investite dal carico fino ai vincoli, che garantiscono l'equilibrio esterno della trave assicurandola al contesto circostante. Un sistema meccanico composto da travi vincolate reciprocamente e al suolo è detto "travatura" o "telaio". Tale sistema rappresenta uno dei più importanti schemi strutturali utilizzati nelle costruzioni.  

## Descrizione geometrica
Da un punto di vista geometrico, la trave può essere definita come il solido generato da una figura piana in moto nello spazio mantenendosi ortogonale alle traiettorie descritte dai suoi punti. La traiettoria del punto baricentrico della figura piana è detta linea d'asse, mentre la sezione della trave indica una qualsiasi delle posizioni assunte dalla figura piana nel moto da essa descritto. Con riferimento alla forma della linea d'asse, la trave può essere sghemba ma è più comunemente piana e, in tal ultimo caso, sia rettilinea (trave più comunemente detta) sia curva (arco). La forma della sezione può essere piena (trave piena), cava (trave tubolare, trave a cassone), profilata (a I, T, L, C, H, ecc.) o mista. Le sezioni piene o cave possono assumere forma quadrata, rettangolare, tonda, trapezoidale, ellissoidale, ecc.

## Tipologia
Una caratterizzazione fondamentale delle travi è sulla base del loro comportamento statico. Si parla di pilastri quando il comportamento prevalente è a sforzo normale, di travi propriamente dette quando il comportamento prevalente è a flessione. In un telaio di forma regolare i pilastri rappresentano gli elementi verticali di interpiano, mentre le travi indicano in modo specifico gli elementi orizzontali di piano. Ancora, si dice puntone o tirante (di una travatura reticolare) una trave rettilinea soggetta solo a sforzo normale di compressione o di trazione rispettivamente.
Le travi sono caratterizzate infine sulla base del materiale con cui sono costruite (legno, calcestruzzo, acciaio, laterizio). Si parla di travi miste quando sono composte da due o più materiali (travi in cemento armato, travi in acciaio-calcestruzzo, travi in laterizio armato). Nelle strutture meccaniche contemporanee le travi sono tipicamente realizzate in acciaio; nelle opere edili in cemento armato, in acciaio, o in legno.

### Trave in acciaio

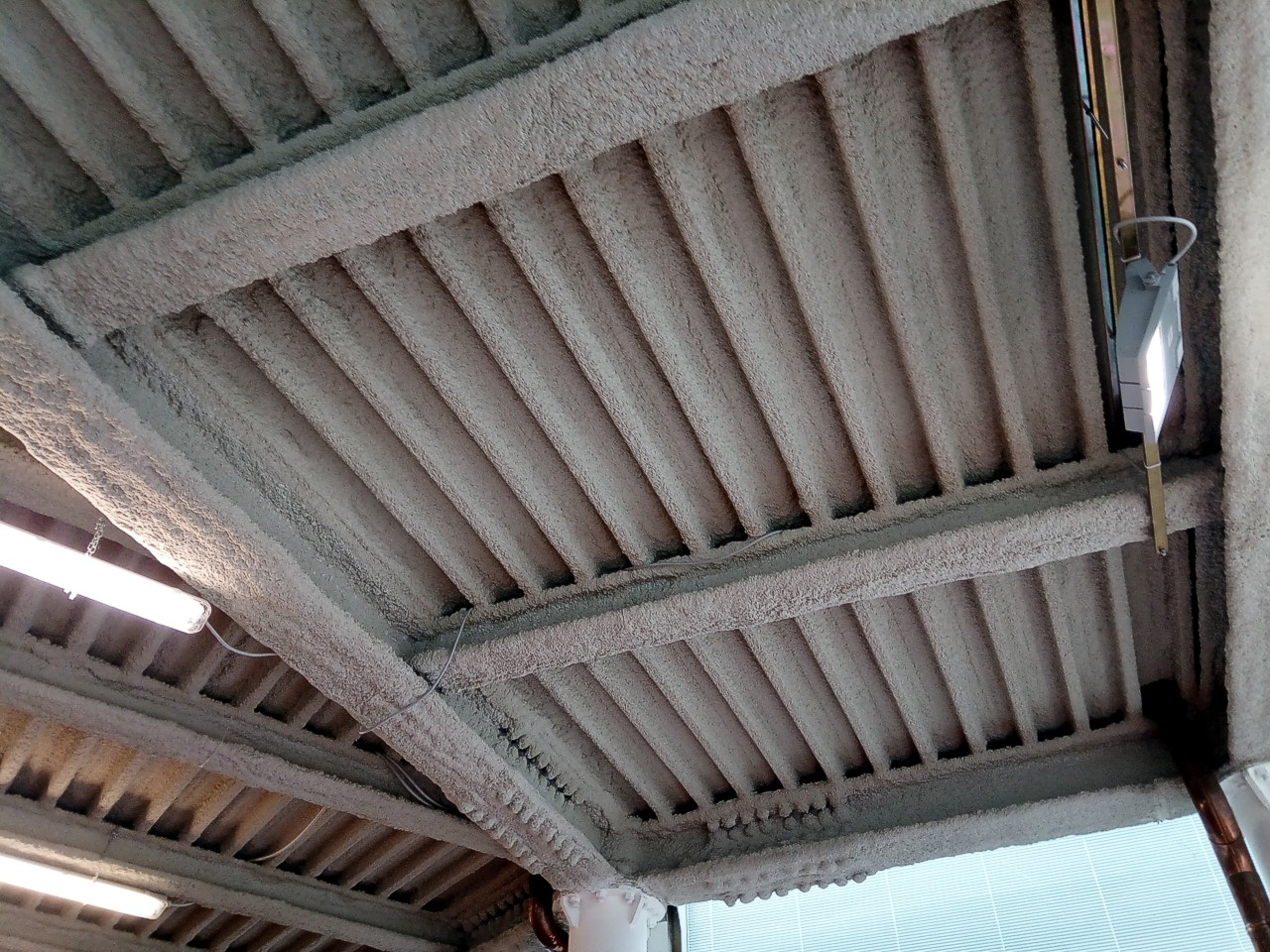
Struttura a travi in acciaio con rivestimento antincendio

Le più comuni travi di acciaio sono: il profilato IPE, che ha la sezione a forma di I, detta ad ali strette, e il profilato HE, che ha la sezione a forma di H, detta ad ali larghe. La loro maggiore diffusione è giustificata dalla loro maggiore efficienza a carichi flessionali: in esse infatti il materiale è concentrato sulle ali, le parti più distanti dal punto baricentrico della sezione, aumentandone la loro rigidezza flessionale. Travi di questo tipo vengono comunemente usate nei telai d'acciaio strutturale per gli edifici e per i ponti. Altri profilati comuni di travi sono la trave a C, la trave a L, la trave rettangolare cava e la trave circolare cava.

### Trave in calcestruzzo armato

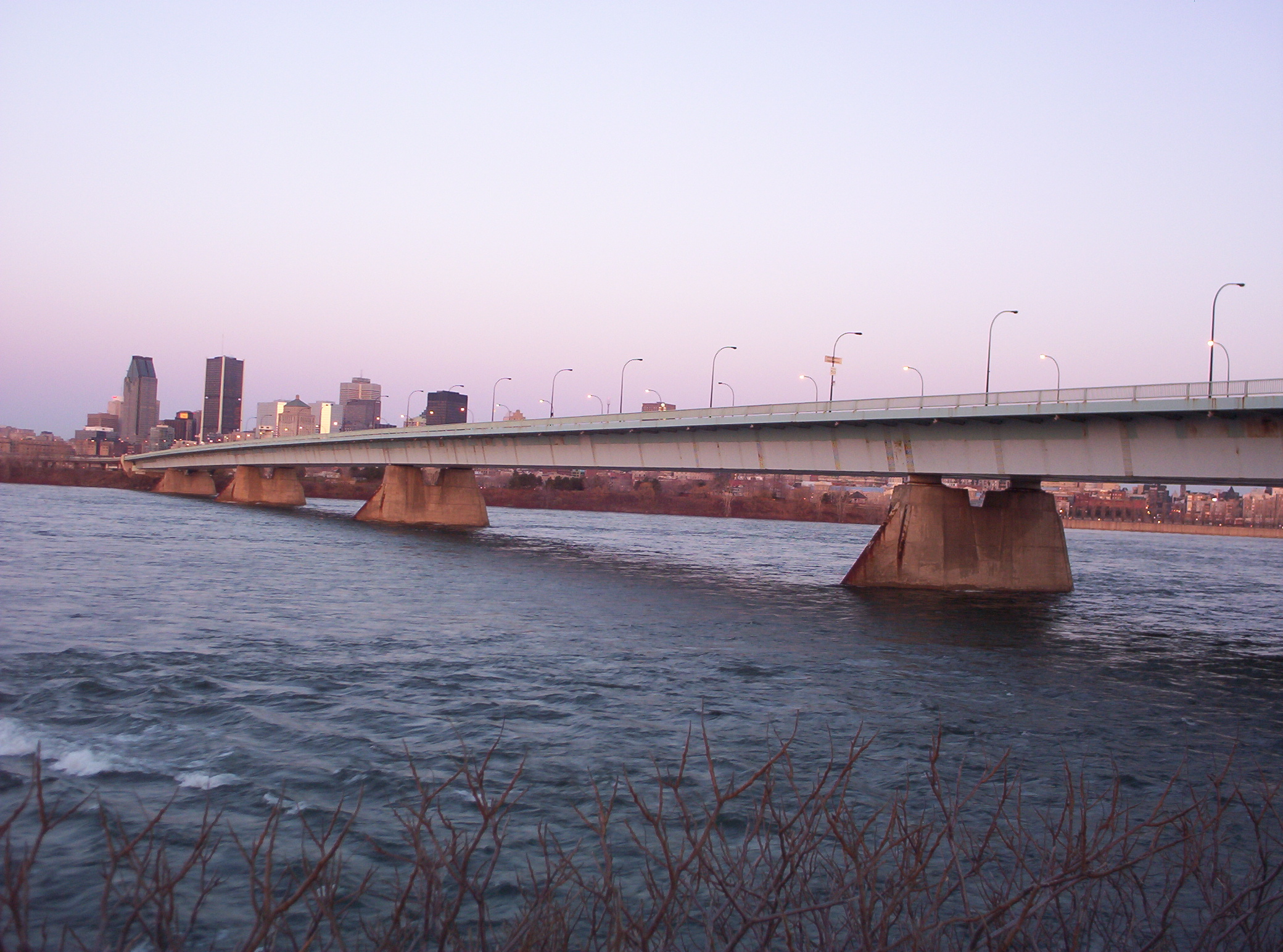
Trave da ponte.

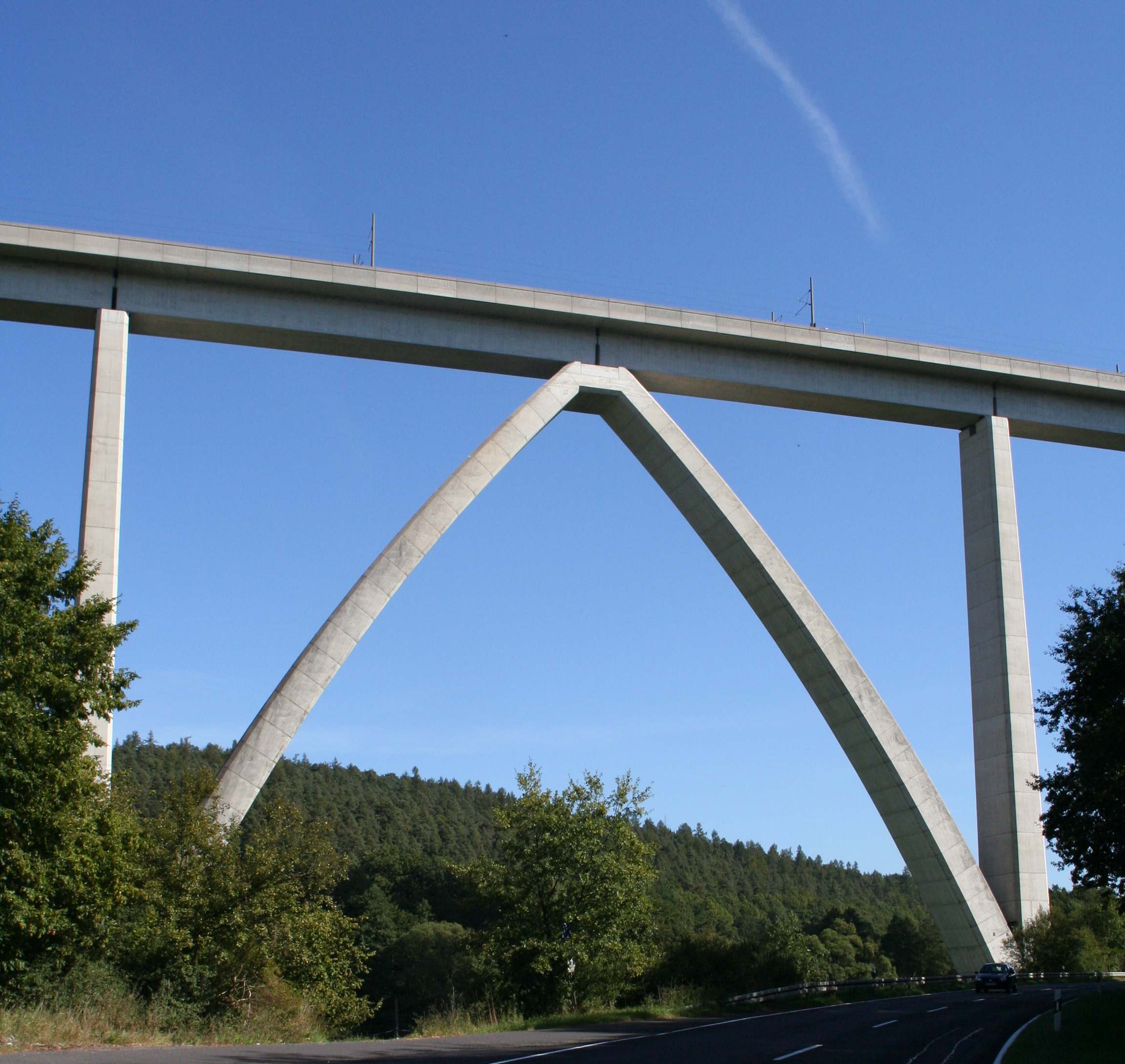
Ponte a trave.

La trave in Calcestruzzo armato (c.a.) sfrutta le caratteristiche meccaniche del materiale in modo ottimale resistendo alle azioni di compressione con il conglomerato cementizio (e in minima parte con l'armatura compressa) e alle azioni di trazione con l'acciaio teso.
Normalmente hanno una sezione trasversale rettangolare. A seconda dei carichi gravanti su una trave sottoposta a flessione, il progetto può prevedere una quantità maggiore di ferri e/o ferri di diametro maggiore nella parte inferiore (sezione tesa) della trave rispetto a quella superiore (sezione compressa). 
Se la loro altezza coincide con quella del solaio si parla di "travi piatte" o "in spessore" (o in spessore di solaio) altrimenti si parla di "travi alte" o "calate", le quali a seconda dei casi possono essere estradossate o emergenti (se fuoriescono dall'estradosso del solaio) o intradossate o ribassate, che sono le più comuni (se fuoriescono dall'intradosso del solaio).
Il calcestruzzo impiegato per le travi dovrebbe avere una classe di consistenza almeno fluida o molto fluida (S4-S5) oppure autocompattante, con diametro massimo ridotto per agevolare il riempimento di tutto il cassero e per raggiungere l’ottimale aderenza alle armature, con classe d’esposizione almeno XC2 per travi interne.

### Trave in legno

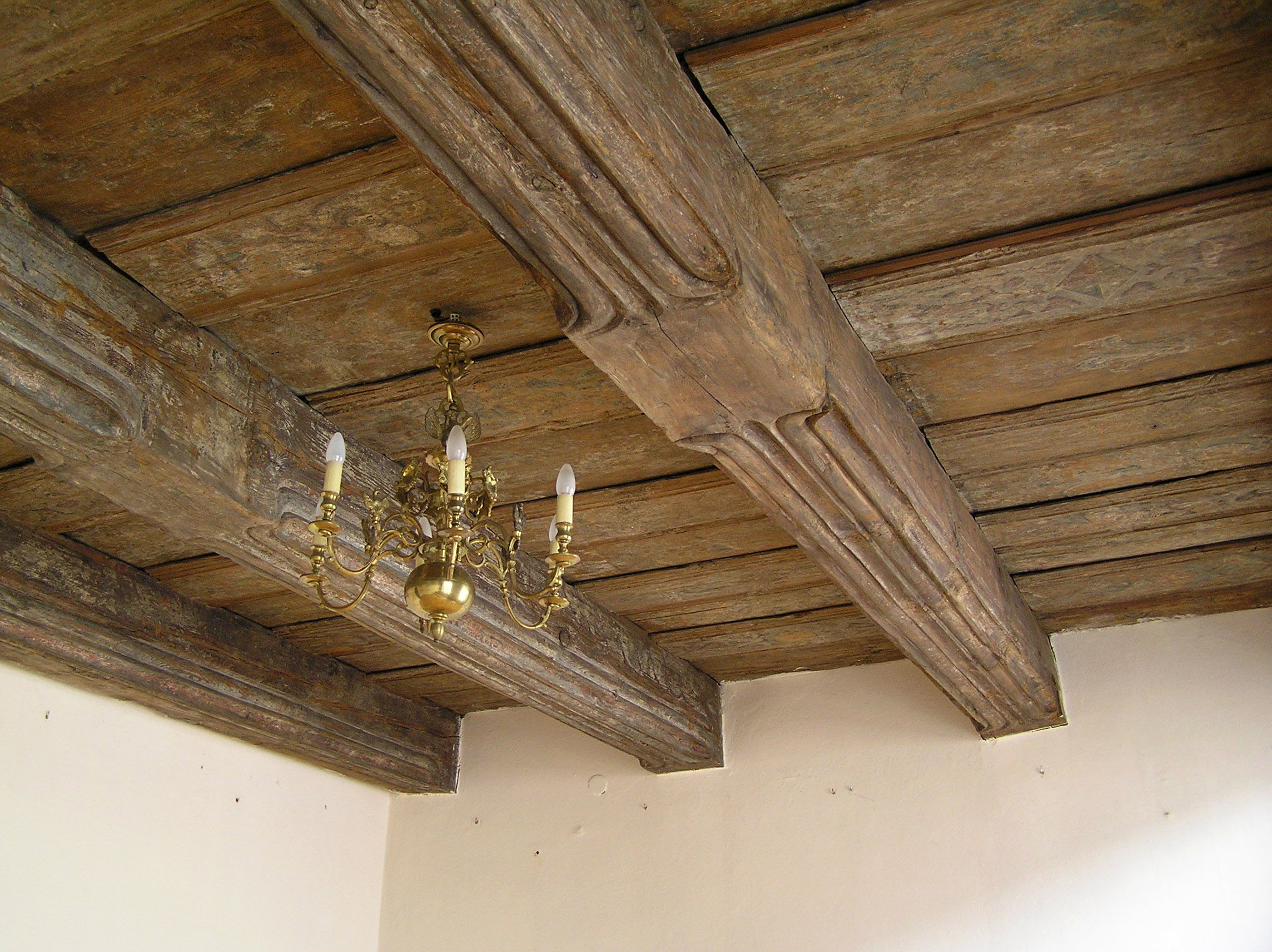
Trave di copertura in legno. A.I.I.S.O.

La trave in legno è la prima ad essere stata utilizzata nel corso della storia. Si sono utilizzati legni come abete, larice, quercia, castagno. Le travi realizzate in legno massello hanno problemi di durabilità legati al passare del tempo, dove si può intervenire con un intervento di consolidamento. Dagli anni 1960 fino ad oggi è invece stata scoperta, lentamente perfezionata, la tecnologia del legno lamellare, capace di avere le stesse resistenze e caratteristiche meccaniche di un elemento in cemento armato, oggi molto diffusa.
Una caratteristica peculiare delle travi lignee è quella di avere tipicamente la sezione circolare (a meno che non siano "prefabbricate" con pannelli e allora possono essere di sezione quadrata, rettangolare, ecc.).

## Modellazione meccanica
Lo studio della trave rappresenta, per motivi storici e didattici, uno dei fondamentali argomenti della Scienza delle costruzioni. I primordi di tale studio possono essere fatti risalire al lavoro di Galileo e su tale studio si sono cimentati grandi scienziati come Bernoulli, Eulero, Navier, Saint Venant. A Saint Venant si deve in particolare lo studio della trave come solido tridimensionale elastico sotto particolare condizioni di carico (teoria della trave di de Saint Venant).
A Navier, un ingegnere, si deve la teoria tecnica della trave (il modello della linea elastica), dove lo studio della trave è condotto mediante una rappresentazione semplificata, di tipo monodimensionale, riferendo ogni sezione alla relativa ascissa curvilinea misurata lungo l'asse della trave. La prevalente dimensione assiale porta anche a una semplice rappresentazione monodimensionale dei descrittori cinematici e statici più significativi. Un contributo successivo alla teoria tecnica della trave fu dato da Timoshenko, arricchendo il modello della linea elastica con il contributo di deformabilità tagliante.
La teoria tecnica della trave è limitata al contesto elasto-lineare di analisi, di piccole deformazioni e spostamenti. Già prima tuttavia i matematici Bernoulli ed Eulero avevano sviluppato la teoria della trave elastica nel campo non-lineare dei grandi spostamenti, con riferimento allo studio dei fenomeni di instabilità delle aste (carico critico euleriano).
Nel campo dei grandi spostamenti, una più recente generalizzazione della teoria della trave elastica fa riferimento alla teoria dei fratelli Cosserat dei continui polari. Lo studio della trave è comunque tuttora un tema aperto di ricerca.

## Asta e barra
Sono utilizzati anche altri termini per designare elementi in cui prevale la lunghezza come dimensione rispetto alla sezione/profilo. Normativamente parlando non esistono definizioni rigorose ma usi e linguaggi settoriali.
"Barra" è equivalente a trave ma si usa più in meccanica che in edilizia, ed è di materiale metallico, plastico o anche ligneo. Ad esempio, le barre sono dei formati di semilavorato della siderurgia. "Asta" è morfologicamente equivalente ad una barra con sezione sottile e spesso ha connotazione di elemento usato per supportare carichi assiali (puntone) oppure che si deve flettere (come l'asta della disciplina sportiva del salto con l'asta). Inoltre, è impiegato in scienza delle costruzioni per identificare genericamente un elemento astratto, di vario profilo, caratterizzato dalla prevalente dimensione di lunghezza.